# Mariana di Girolamo
Mariana di Girolamo Arteaga (Santiago, 22 de octubre de 1990) es una actriz chilena, que se hizo conocida por sus participaciones en las telenovelas de Mega Pituca sin lucas y Perdona nuestros pecados. Su carrera de actriz en cine dio un salto internacional en 2019, durante el Festival de Cine de Venecia, siendo protagonista de la película Ema  del director Pablo Larraín, donde su actuación obtuvo críticas muy favorables.

## Biografía
Nació el 22 de octubre de 1990 en Santiago. Hija de Paolo Di Girolamo Quesney y Lucía Arteaga Vial. Por su lado paterno, pertenece a la familia Di Girolamo. Es nieta del artista visual y fundador del Teatro Ictus, Claudio Di Girolamo Carlini y sobrina de la célebre actriz Claudia Di Girolamo Quesney. Es prima de los también actores Antonio y Pedro Campos Di Girolamo y, de la psicóloga Raffaella di Girolamo.
Ingresó a la Facultad de Medicina de la Universidad de Chile, en el programa de obstetricia, sin embargo no le agradó y decidió trasladarse a la Escuela de Teatro de la Pontificia Universidad Católica de Chile, egresando como actriz en 2014.
Su debut fue en 2014 en la telenovela vespertina de Mega Pituca sin lucas, donde interpretó a María Belén Risopatrón, una joven honesta y directa que dice las cosas tal como son y no le importa ser políticamente correcta. Sin embargo, terminará enamorándose de su nuevo vecino, Fidel Gallardo (Augusto Schuster), al que conoce debido a la estafa multimillonaria que realiza su padre televisivo, interpretado por Mauricio Pesutic. En 2015 actuó en el clásico de Shakespeare La tempestad, versión de Juan Radrigán, protagonizada por Claudia Di Girolamo.
En 2016, participa en la teleserie Pobre gallo interpretando a Andrea Fernández, hija mayor de la alcaldesa, adolescente rebelde y “ondera” del pueblo. Lleva más de tres años en una relación, la que se verá radicalmente en un problema con la llegada del hijo de un estresado hombre.
Desde 2017, es parte de Perdona nuestros pecados donde interpreta a María Elsa Quiroga, la hija de Armando Quiroga (Álvaro Rudolphy), un aristocrático empresario de Villa Ruiseñor, un hombre cruel que no la deja ser quien ella desea, aun así María Elsa se enamora de un cura con muchos secretos, el misterioso Padre Reinaldo (Mario Horton). Este es su primer personaje protagónico en una teleserie.
En 2019 protagoniza junto a Amparo Noguera, José Antonio Raffo y Gabriel Cañas la serie dramática Río Oscuro de Canal 13.

## Filmografía
| Año  | Título                   | Papel               | Notas        |
| ---- | ------------------------ | ------------------- | ------------ |
| 2016 | Constitución             | Clara               | Cortometraje |
| 2016 | Aquí no ha pasado nada   | María               |              |
| 2018 | No quiero ser tu hermano | Emilia Buenaventura |              |
| 2018 | Hotel Zentai             | —                   |              |
| 2018 | Harem                    | —                   | Cortometraje |
| 2019 | Ema                      | Ema                 |              |
| 2020 | La Verónica              | Verónica Lara       |              |
| 2023 | Alien0089                | Sabina              | Cortometraje |
| 2024 | Los impactados           | Dra. Ada Cohen      |              |
| 2024 | El jockey                | Ana                 |              |
| 2025 | Wild Horse Nine          |                     |              |

## Televisión
| Año       | Título                   | Papel                  | Ref.                        |
| --------- | ------------------------ | ---------------------- | --------------------------- |
| 2014–2015 | Pituca sin lucas         | María Belén Risopatrón | Elenco principal            |
| 2016      | Pobre gallo              | Andrea González        | Elenco principal            |
| 2017–2018 | Perdona nuestros pecados | María Elsa Quiroga     | Protagonista; 312 episodios |
| 2019      | Río oscuro               | Rosario Correa         | Protagonista; 94 episodios  |
| 2024      | Al sur del corazón       | Gracia Bravo           | Protagonista; 154 episodios |
| 2024–2025 | Los Casablanca           | Alexandra Casablanca   | Protagonista                |

| Año       | Título          | Papel                | Ref.                             |
| --------- | --------------- | -------------------- | -------------------------------- |
| 2020–2022 | La jauría       | Sofía Radic          | T1–T2. Protagonista; 8 episodios |
| 2022      | Los prisioneros | Patricia Rivadeneira | Elenco principal                 |
| 2023      | El reino        | Yaelí                |                                  |
| 2024      | Vencer o morir  | Cecilia Magni        | Protagonista; 8 episodios        |

## Vídeos musicales
| Año  | Título       | Artista                            | Dirección          |
| ---- | ------------ | ---------------------------------- | ------------------ |
| 2013 | Las Fuerzas  | Dënver                             | Mariana Montenegro |
| 2015 | Sigues en mi | Benjamín Walker                    | Ignacio Walker E   |
| 2018 | Waterdrops   | MKRNI                              | Pascual Mena       |
| 2020 | Piola        | Bronko Yotte x Gianluca            | Felipe Prado       |
| 2023 | Naughty Girl | Denise Rosenthal, Snow Tha Product | Pepe Garrido       |
| 2024 | Chika Mala   | Jere Klein                         | Ignacio Cruz       |

## Premios y nominaciones
Copihue de Oro
| Año  | Categoría            | Proyecto                 | Resultado | Ref.   |
| ---- | -------------------- | ------------------------ | --------- | ------ |
| 2017 | Mejor actriz popular | Perdona nuestros pecados | Ganadora  | [ 18 ] |
| 2018 | Mejor actriz popular | Perdona nuestros pecados | Nominada  | [ 19 ] |
| 2019 | Mejor actriz popular | Río Oscuro               | Nominada  | [ 20 ] |

Premios Sant Jordi
| Año  | Categoría                           | Trabajo nominado | Resultado |
| ---- | ----------------------------------- | ---------------- | --------- |
| 2020 | Mejor actriz en película extranjera | Ema              | Ganadora  |

Festival Internacional de Cine Fantasia
| Año  | Categoría    | Trabajo nominado | Resultado |
| ---- | ------------ | ---------------- | --------- |
| 2024 | Mejor actriz | Los impactados   | Ganadora  |

Premios Caleuche
| Año  | Categoría                              | Proyecto                 | Resultado | Ref.   |
| ---- | -------------------------------------- | ------------------------ | --------- | ------ |
| 2018 | Mejor actriz protagónica en teleseries | Perdona nuestros pecados | Nominada  | [ 22 ] |
| 2020 | Mejor actriz protagónica en cine       | Ema                      | Nominada  | [ 23 ] |

Produ Awards
| Año  | Categoría               | Trabajo nominado   | Resultado | Ref.   |
| ---- | ----------------------- | ------------------ | --------- | ------ |
| 2024 | Mejor actriz de reparto | Al sur del corazón | Ganadora  | [ 24 ] |